# 塩田千種
塩田 千種（しおだ ちぐさ、1954年7月15日 - ）は、日本の脚本家。岐阜県出身。

## 略歴・人物
東京映像芸術学院在学中、19歳で「新宿警察」（1975年―1976年、フジテレビ）で脚本家デビュー。
その後、「太陽にほえろ!」（1972年―1986年、日本テレビ）に脚本参加。
デビューから現在に至るまでコンスタントに作品を手掛けている。
日本シナリオ作家協会のシナリオ講座で講師を務めるなど、
2006年からは優れた脚本家を輩出すべく、後進の育成にも尽力している。

## 主な作品

### テレビ作品

#### 連続ドラマ
- 新宿警察（1975年―1976年、フジテレビ）
- 大都会 闘いの日々（1976年、日本テレビ）
- 忍者キャプター（1976年―1977年、東京12チャンネル）
- 太陽にほえろ!（1972年―1986年、日本テレビ）
- 人はそれをスキャンダルという（1978年―1979年、TBS）
- 陽あたり良好!（1982年、日本テレビ）
- あんちゃん（1982年―1983年、日本テレビ）
- みんな大好き!（1983年、日本テレビ）
- あまえないでヨ!（1987年、フジテレビ）
- あそびにおいでョ!（1988年、フジテレビ）
- 七人の女弁護士 第2シリーズ（1991年、テレビ朝日）
- 結婚しないかもしれない症候群（1991年、日本テレビ）
- まったナシ!（1992年、日本テレビ）
- セールスレディは何を見た（1993年、テレビ朝日）
- 花王愛の劇場 お見合いの達人（1994年、TBS）
- 福井さんちの遺産相続（1994年、関西テレビ）
- 花王愛の劇場 ひよこたちの天使（1996年、TBS）
- 白衣のふたり（1998年、東海テレビ）
- しおり伝説〜スター誕生〜（1999年、CBC）
- 熱血!周作がゆく（2000年、テレビ朝日）
- 暴れん坊将軍 ＸＩ(2001年、テレビ朝日)
- 京都迷宮案内（1999年―2008年、テレビ朝日）
- 新・天までとどけ（1999年―2004年、TBS）
- おみやさん（2002年―2012年、テレビ朝日）
- 京都地検の女（2003年―2013年、テレビ朝日）
- 太閤記〜天下を獲った男・秀吉（2006年、テレビ朝日）
- その男、副署長（2007年―2009年、テレビ朝日）
- 忠臣蔵の恋〜四十八人目の忠臣〜（2016年 - 2017年、NHK総合）

#### 単発ドラマ
- 火曜サスペンス劇場(日本テレビ）
  - 「幻の罠」（1982年)※恩地日出夫との共同脚本
  - 「軽蔑」（1984年)
  - 「偽りの心中」（1985年)
  - 「風のターンロード」（1988年)
  - 「ラブレター」（1995年)
  - 「追跡２」（1997年)
  - 「天使の居場所」（2000年)
  - 「黒衣の天使」（2000年)

- 小春日和（1990年、日本テレビ）
- 天使の誕生（1991年、日本テレビ）
- 天使のマラソンシューズ（1999年、NHK）
- 韓国のおばちゃんはえらい（2002年、NHK）
- 信長燃ゆ（2016年、テレビ東京）

#### 2時間ドラマ
- タクシードライバーの推理日誌（第29話、32話、33話、34話、36話、テレビ朝日）
- 100の資格を持つ女〜ふたりのバツイチ殺人捜査〜（第7話、8話、9話、テレビ朝日）
- 温泉若おかみの殺人推理（第29話、テレビ朝日）

### 映画
- 難病「再生不良性貧血」と闘う 君はいま光のなかに (1978年) ATG※岡田正代との共同脚本
- 地球へ…（1980年）東映
- KIDS（1985年）松竹
- 聖女伝説（1985年）松竹
- 彼女はピカソを愛してる(1989年)日活
- 咬みつきたい（1991年）東宝
- 結婚（1993）　（1993年）
- ビッグ・ショー! ハワイに唄えば（1999年）東宝